# Accademia degli Infiammati
Die Accademia degli Infiammati (Akademie der Entflammten) war eine kurzlebige, aber einflussreiche philosophische und literarische Akademie im italienischen Padua. Der Gründer war im Juni 1540 Leone Orsini, Bischof von Fréjus, die Auflösung erfolgte zwischen 1545 und 1550.
Das Emblem zeigte Herkules im Feuer auf dem Berg Oite mit dem Motto Arso il mortale al ciel n’andrà l’eterno (Verbrannt wird das Menschliche, zum Himmel wird nur das Ewige gehen). Wichtige Mitglieder, die nicht alle in Padua wohnten, waren Sperone Speroni, Daniele Barbaro, Galeazzo Gonzaga, Giovanni Cornaro, Benedetto Varchi, Girolamo Fracastoro, Pietro Aretino, Girolamo Preti, Luigi Alamanni, Ugolino Martelli, Alessandro Piccolomini, Pierio Valeriano und Angelo Beolco (el Ruzante). Präsidenten für je zwei bis vier Monate waren Leone Orsini (Juni/Juli 1540), Giovanni Cornaro della Piscopia (August–November 1540), Galeazzo Gonzaga (Dezember–März 1540–1541), Alessandro Piccolomini (April–September 1541), Sperone Speroni (Oktober 1541–?).
Anfangs standen bei den Aktivitäten noch die alten Sprachen im Vordergrund, doch das volkstümliche Venezianisch und Toskanisch wurden nach Speroni dominant, der für den Gebrauch der Umgangssprache eintrat und der Akademie als Präsident 1542 vorstand. In dieser Phase wurden Lesungen (Lezioni) gehalten über volkstümliche Dichtung wie von Martelli zu Pietro Bembos Sonett Piansi e cantai l’aspra guerra und Verdeggi all’Apennin la fronte, e ’l petto, von Alessandro Piccolomini zu Forteguerris Sonett Ora ten va superbo, or corre altero.
Als 1540 Giovanni Mazzuoli da Strada in Florenz die Accademia degli Umidi gründete, war dies anfangs als Parodie auf die Einrichtung in Padua gedacht, doch daraus entstand die angesehene Accademia Fiorentina, wo Ugolino Martelli bis 1548 Sekretär war.

## Einzelbelege
1. ↑  Giuseppe Vedova: Biografia degli scrittori padovani. Minerva, 1832 (eingeschränkte Vorschau in der Google-Buchsuche).
2. ↑  Maria Teresa Girardi: Accademia degli Infiammati. In: Encyclopedia of Renaissance Philosophy. Springer International Publishing, Cham 2015, ISBN 978-3-319-02848-4, S. 1–5, doi:10.1007/978-3-319-02848-4_335-1 (unicatt.it [abgerufen am 12. Januar 2023]).